# Fokker C.V
De Fokker C.V is een verkenner/bommenwerper die door Fokker vanaf 1924 werd gebouwd. Het was een verdere ontwikkeling van de Fokker C.IV. De C.V zou uitgroeien tot meest gebouwde (955 stuks) militaire Fokker-machine van het interbellum. Fokker bouwde een groot aantal zelf, daarnaast bouwden meerdere buitenlandse cliënten het toestel onder licentie.

## Versies
Het vliegtuig kon met diverse motoren van 450 pk of meer worden uitgerust. Hetzelfde vliegtuig met een lichtere motor werd C-VI genoemd. De C.V werd in vijf verschillende versies geproduceerd. De spanwijdte van de vleugels verschilde per versie. Vanaf 1925 concentreerde het bedrijf zich op de varianten D en E.
| Type  | Omschrijving                         | Spanwijdte |
| ----- | ------------------------------------ | ---------- |
| C.V-A | tactische verkenner                  | 12,03 m    |
| C.V-B | strategische verkenner               | 13,33 m    |
| C.V-C | lichte bommenwerper                  | 14,63 m    |
| C.V-D | jager, tactische verkenner           | 12,50 m    |
| C.V-E | bommenwerper, strategische verkenner | 15,30 m    |

## Gebruikers

### Nederland
De C.V werd vanaf 1925 door de Luchtvaartafdeeling aangeschaft. In totaal heeft de Luchtvaartafdeeling 71 C.V's gekocht. Tijdens de meidagen van 1940 waren er nog 50 operationeel, waarvan tien in gebruik als lestoestel en een klein aantal als doelsleper. Tussen 10 en 14 mei hebben deze toestellen verscheidene missies gevlogen zonder noemenswaardige verliezen, onder andere boven de Grebbelinie. De Marine Luchtvaartdienst en de ML-KNIL hebben ook met de C.V gevlogen.

### Buitenland
Denemarken kocht negentien exemplaren en bouwde er 23 in licentie. A.P. Botved vloog hiermee van Kopenhagen via India naar Tokio, en via Siberië weer terug naar Kopenhagen.
De Zweedse luchtmacht ging in 1927 over tot aanschaf van één Fokker C.V-D en één Fokker C.V-E. In het begin van 1928 werd een overeenkomst getekend waarin Zweden toestemming kreeg om beide varianten in licentie te bouwen. De vliegtuigen werden op werkplaatsen van de luchtmacht in Malmen gebouwd. Daarnaast werden zes C.V-D'S en vier C.V-E'S bij Fokker aangeschaft. Van 1929 tot en met 1935 bouwde Zweden 35 stuks. Een Zweedse C.V, uitgerust met ski's, redde de Italiaanse poolreiziger Umberto Nobile toen hij in 1928 op een ijsschots was gestrand.
In 1928 schafte de Noorse luchtmacht vijf Fokker C.V's aan. Haerens Flyvemaskinfabrikk in Kjeller kreeg de rechten om de C.V in licentie te bouwen. HF leverde vijftien C.V-E' s en 27 C.V-D' s aan de Noorse luchtmacht.
In april 1940, waren, verspreid over Noorwegen, nog zo'n veertig Fokkers C.V actief. De verouderde C.V voldeed niet meer als jager, maar was redelijk succesvol bij het bombarderen van vijandelijke doelen in en om Narvik.
In Italië werd het toestel in licentie gebouwd als I.M.A.M.(Romeo) Ro.1. Dit vliegtuig is ingezet in Somalië, Libië en Ethiopië. Een militair attaché van de Verenigde Staten in Italië vloog in een onbewapende Ro. 1 voorzien van de roundels van de Verenigde Staten.
Net als andere landen schafte Zwitserland in 1927 eerst een drietal machines aan, gevolgd door nog eens drie in 1930. Na proefnemingen en een aantal aanpassingen werden vervolgens 57 toestellen in licentie gebouwd, waarvan het laatste in 1954 uit dienst ging.
Finland heeft de C.V operationeel ingezet tijdens de Winteroorlog en Vervolgoorlog. In totaal heeft het land negentien machines in dienst gehad, hiervan waren vijf afkomstig uit Zweden en Noorwegen. Het land kocht in 1927 een exemplaar, in 1934 gevolgd door een serie van dertien toestellen.
De C.V werd in 1944 voor het laatst operationeel ingezet, gevlogen door Estse bemanningen in dienst van de Luftwaffe. Zij vlogen toestellen die in Denemarken buitgemaakt waren.

## Overzicht gebruikers

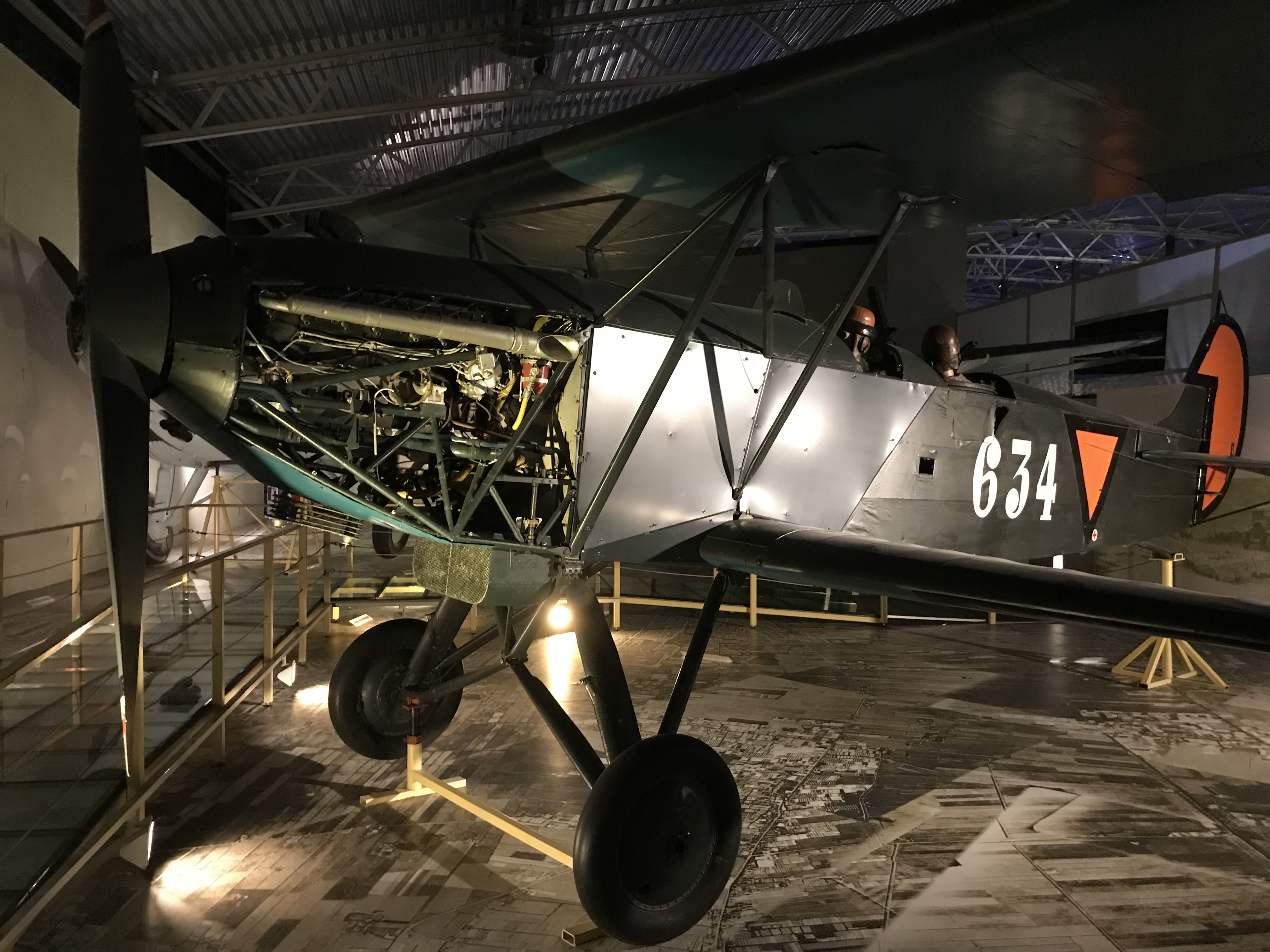
Nederlandse Fokker C.V-D in het Aviodrome te Lelystad

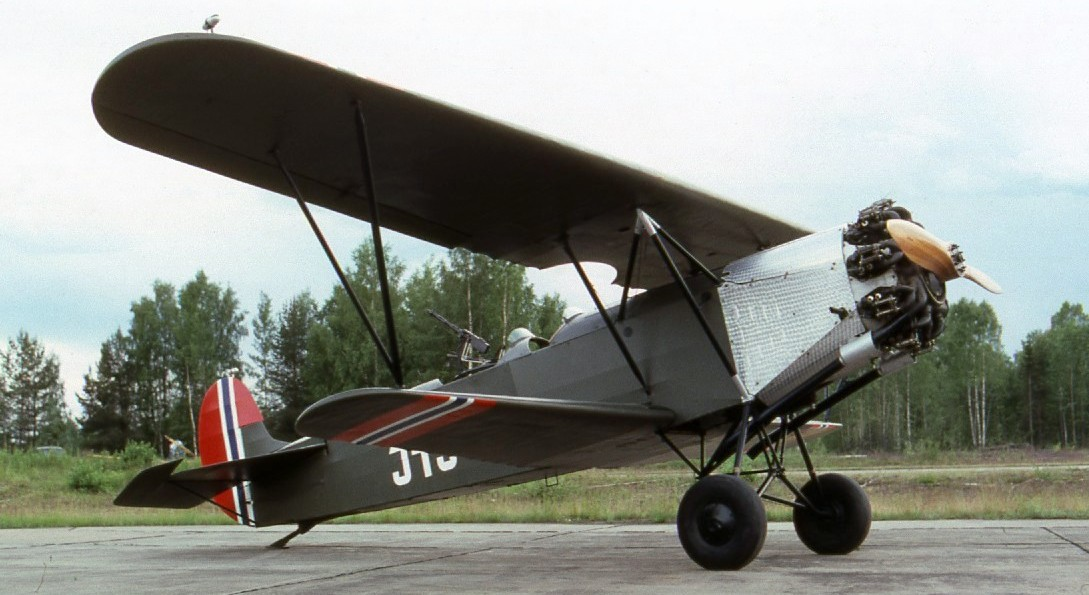
Fokker C.V-D van de Koninklijke Noorse luchtmacht

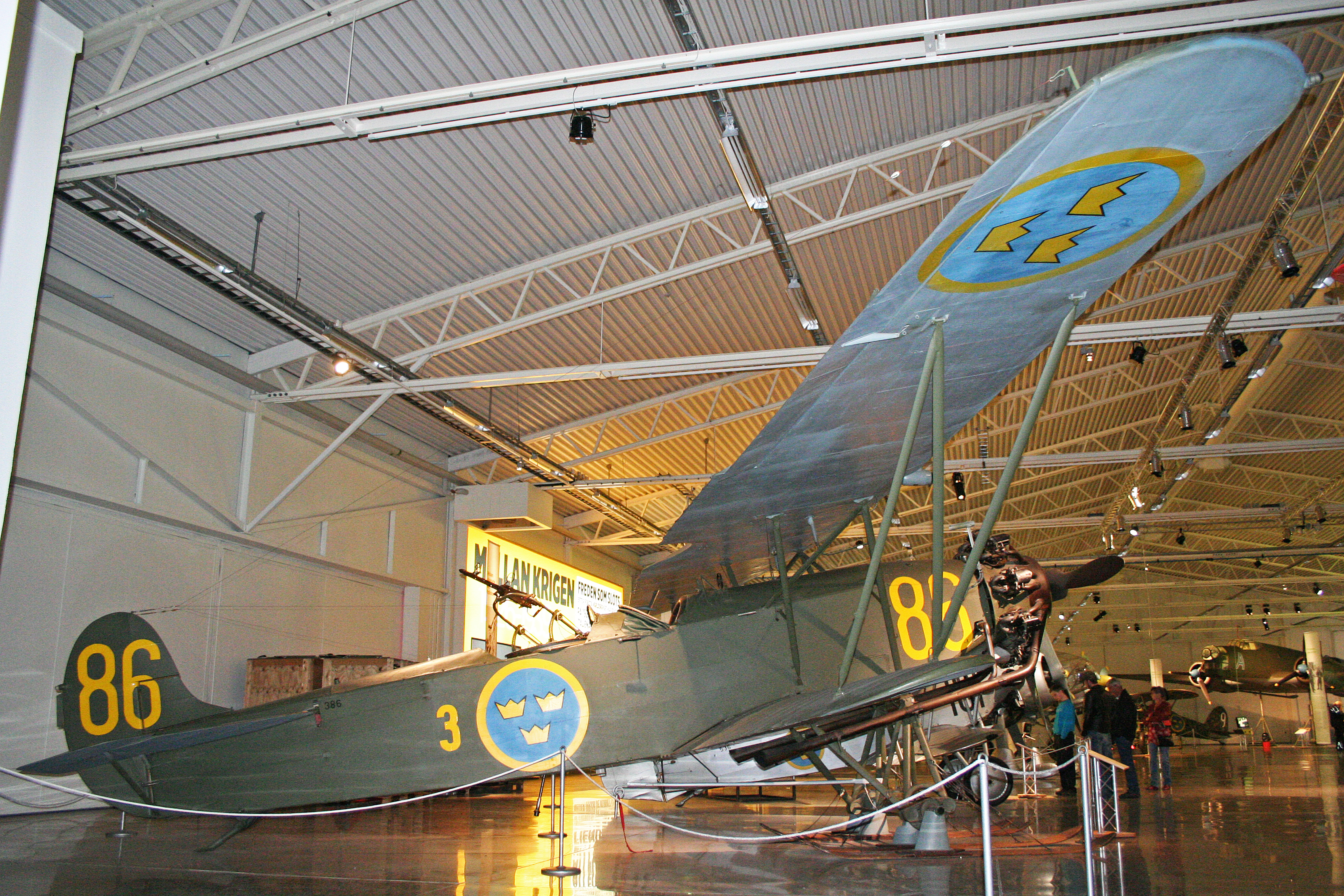
Fokker C.V E, Zweedse luchtmacht

Bolivia
- Boliviaanse luchtmacht

 Republiek China
- Luchtmacht van de Republiek China

 Denemarken
- Koninklijke Deense luchtmacht

 Finland
- Finse luchtmacht

 nazi-Duitsland
- Duitse luchtmacht (Luftwaffe)

 Italië
- Regia Aeronautica - Ro.1 en Ro.1-bis

 Hongarije
- Hongaarse luchtmacht. De C.V's werden gebruikt tijdens de Hongaarse aanval op Slowakije.

 Nederland
- ML-KNIL
- Luchtvaartafdeeling
- Koninklijke Marine - Marine Luchtvaartdienst

 Noorwegen
- Koninklijke Noorse luchtmacht

 Zweden
- Zweedse luchtmacht

 Zwitserland
- Zwitserse luchtmacht

 Verenigde Staten
- United States Navy